# Neuville-lès-This

Neuville-lès-This este o comună în departamentul Ardennes din nordul Franței. În 1 ianuarie 2022 avea o populație de 329 de locuitori.